# ウィルバーフォース (猫)
ウィルバーフォース（英: Wilberforce）は、1973年から1987年にかけてダウニング街10番地（首相官邸）に住み、ハロルド・ウィルソン、ジェームズ・キャラハン、マーガレット・サッチャーという各イギリス首相の下で働いた猫。彼の主な職務は鼠の捕獲であり、その前任者はペトラだった。彼は存命中、その適性から「イギリス最高のネズミ捕り」と呼ばれた。
マーガレット・サッチャーの下で報道官を務めていたバーナード・インガムによると、ウィルバーフォースは普通の猫であり、彼のためにサッチャーはモスクワのスーパーでイワシ缶を買ってやったことがあるそうだ。BBCの1983年の総選挙報道で、司会のエスター・ランジェンはウィルバーフォースを抱くことを許され、彼を視聴者に向けて紹介した。
彼は1987年4月3日に引退して翌1988年に死んだ。同年に生まれたハンフリーが職を引き継いだ。